# Bucculatrix ochromeris
Bucculatrix ochromeris är en fjärilsart som beskrevs av Edward Meyrick 1928. Bucculatrix ochromeris ingår i släktet Bucculatrix och familjen kronmalar. Inga underarter finns listade i Catalogue of Life.